# Чериана
Чериана (итал. Ceriana) — коммуна в Италии, располагается в регионе Лигурия, в провинции Империя.
Население составляет 1280 человек (2008 г.), плотность населения составляет 40 чел./км². Занимает площадь 32 км². Почтовый индекс — 18034. Телефонный код — 0184.
Покровителями коммуны почитаются святые апостолы Пётр и Павел, празднование 29 июня.

## Демография
Динамика населения:

## Города-побратимы
- Гиса, Куба

## Администрация коммуны
- Официальный сайт: https://web.archive.org/web/20061004060415/http://ceriana.it/